# براندی جی
براندی جی (به انگلیسی: Brandie Jay) ژیمناست زادهٔ ۲۶ نوامبر ۱۹۹۳ میلادی اهل کشور ایالات متحده آمریکا است.